# Kebun Bunga
Kebun Bunga is een bestuurslaag in het regentschap Palembang van de provincie Zuid-Sumatra, Indonesië. Kebun Bunga telt 25.882 inwoners (volkstelling 2010).